# Film sur Alexeev
Pour plus de détails, voir Fiche technique et Distribution.
Film sur Alexeev (Кино про Алексеева, Kino pro Alekseeva) est un film russe réalisé par Mikhaïl Segal, sorti en 2014.

## Fiche technique
- Titre original : Кино про Алексеева, Kino pro Alekseeva
- Titre français : Film sur Alexeev
- Réalisation, scénario et musique  : Mikhaïl Segal
- Photographie : Eduard Moshkovich
- Pays d'origine : Russie
- Format : Couleurs - 35 mm
- Genre : drame
- Durée : 95 minutes
- Date de sortie : 2014

## Distribution
- Alexandre Zbrouïev : Alexeev
- Alexeï Kapitonov : Alexeev jeune
- Tatiana Mayst : Arkhipova
- Anastasia Popkova : Asia, la femme d'Alexeev
- Denis Fomin : Sacha, l'ami d'Alexeev
- Svetlana Pervoushina : Lika, la femme de Sacha

## Distinctions

### Récompense
- 13e cérémonie des Aigles d'or : meilleur acteur pour Alexandre Zbrouïev

### Nomination
- 28e cérémonie des Nika : meilleur acteur pour Alexandre Zbrouïev

### Sélections
- Kinotavr 2014 : sélection en compétition
- Festival du cinéma russe à Honfleur 2014 : sélection en compétition